# Jimmy Watkins
Jimmy Watkins (né le 26 août 1982) est un coureur cycliste américain. Spécialisé dans les disciplines de sprint sur piste, il a été champion panaméricain du kilomètre en 2009 et de la vitesse par équipes en 2012. Il a représenté les États-Unis aux Jeux olympiques de 2012 à Londres, et y a pris la sixième place de la vitesse.

## Palmarès

### Jeux olympiques
- Londres 2012
  - 6e de la vitesse

### Championnats du monde
- Melbourne 2012
  - 16e de la vitesse par équipes (avec Michael Blatchford et Kevin Mansker) (éliminé lors des qualifications)[1]

### Championnats panaméricains
- 2009
  -  Champion panaméricain du kilomètre
  -  Médaillé d'argent du keirin
- 2011
  -  Médaillé d'argent de la vitesse
  -  Médaillé d'argent de la vitesse par équipes
- 2012
  -  Champion panaméricain de la vitesse par équipes (avec Michael Blatchford et Kevin Mansker)

### Jeux panaméricains
- 2011
  -  Médaillé d'argent de la vitesse par équipes
  - 4e du keirin

### Championnats nationaux
- Carson 2008[2]
  -  Champion des États-Unis de keirin
  -  Champion des États-Unis de vitesse
  -  Champion des États-Unis de vitesse par équipes (avec Dean Tracy et Kelyn Akuna)
  -  Médaillé d'argent du kilomètre
- Carson 2010[3]
  -  Champion des États-Unis de vitesse par équipes (avec Giddeon Massie, Andrew Lakatosh et David Espinoza)
  -  Champion des États-Unis du 200 m lancé
  -  Médaillé d'argent de la vitesse individuelle
  -  Médaillé de bronze du keirin
- Carson 2011[4]
  -  Médaillé d'argent de la vitesse par équipes (avec Giddeon Massie et TJ Mathieson)
  -  Médaillé d'argent du 200 m lancé